# Turbicellepora zanzibariensis
Turbicellepora zanzibariensis är en mossdjursart som först beskrevs av Campbell Easter Waters 1913.  Turbicellepora zanzibariensis ingår i släktet Turbicellepora och familjen Celleporidae. Inga underarter finns listade i Catalogue of Life.